# Serena Grandi
Pour les articles homonymes, voir Grandi.
Serena Grandi, de son vrai nom Serena Faggioli, née le 23 mars 1958 à Bologne, est une actrice italienne.

## Biographie
Serena Grandi débute dans le cinéma en 1980, parfois sous le pseudonyme de Vanessa Steiger. Grâce à ses formes généreuses (mensurations : 105-60-100 dans les années 1980), elle tourne beaucoup dans des films érotiques où elle n'hésite pas à se dévoiler entièrement. Elle se fait connaître du grand public en 1985 avec le film Miranda du réalisateur italien controversé Tinto Brass, dans lequel elle incarne une aubergiste prospère des années 50 qui, dans l'attente de son conjoint parti à la guerre, devient l'amante de quelques hommes des environs. Son personnage, inspiré de la Mirandolina de Goldoni dans La locandiera, lui permettra de faire entrer dans la mémoire du cinéma son anatomie généreuse. 
En 1987, elle interprète Teresa dans le film homonyme de Dino Risi, et participe à Roba da ricchi et Rimini Rimini de Sergio Corbucci.
Après une petite « traversée du désert » au début des années 1990, elle tourne de nouveau avec Tinto Brass pour son film Monella, en 1998.
En 2004, elle participe à une émission de télé-réalité.
En 2010, elle rejoint Pupi Avati, pour Una sconfinata giovinezza, dans lequel l'actrice interprète une affectueuse tante bolognaise qui éduque son jeune neveu resté orphelin ; pour ce rôle, l'actrice dut prendre du poids et supporter un lourd maquillage pour se vieillir. 
En 2013 Serena Grandi revient sur grand écran avec La grande bellezza, de Paolo Sorrentino, avec Toni Servillo, qui obtient l'Oscar du meilleur film étranger en mars 2014.
En 2017 elle participe à la saison 2 de Grande Fratello VIP, mais se fait éliminer au bout de deux semaines. Corinne Cléry (qui épousa son ancien mari en 2004) entrera en compétition plus tard dans le jeu, ce qui lui permettra de revenir un moment dans la maison pour s'expliquer avec celle-ci.
Au printemps 2018, elle participe, sur Canale 5, à la deuxième saison de la fiction Furore - Il vento della speranza, dirigé par Alessio Inturr.

### Vie privée
En 1986, elle épouse à Rimini Beppe Ercole (1938-2010),, un célèbre antiquaire romain, ex-playboy et figure de la dolce vita romaine. Ils ont en 1990 un fils prénommé Edoardo. En 1993, elle se sépare de son mari qui ne supporte plus de la voir dans des films érotiques.

## Filmographie
- 1978 : Ring
- 1980 : Tranquille donne di compagna
- 1980 : La compagna di viaggio
- 1980 : Anthropophagous (Antropophagus) : Maggie
- 1981 : Teste di cuoio
- 1982 : Pierino colpisce ancora : Rosina
- 1982 : Pierino la peste alla riscossa! d'Umberto Lenzi : Cassiera
- 1982 : Malamore
- 1982 : Sturmtruppen II
- 1983 : Tu me troubles (Tu mi turbi)
- 1983 : Acapulco, prima spiaggia... a sinistra
- 1985 : Desiderando Giulia : Giulia
- 1985 : La Signora della notte : Simona
- 1985 : Sogni e bisogni (feuilleton TV) : Marisa
- 1985 : Miranda : Miranda
- 1985 : Les Aventures d'Hercule (Le avventure dell'incredibile Ercole) : Euryale
- 1987 : Roba da ricchi : Dora
- 1987 : Abbronzatissima
- 1987 : Teresa : Teresa
- 1987 : Rimini Rimini : Lola
- 1987 : Les Exploits d'un jeune Don Juan : Ursule
- 1987 : Sentences de mort (Le foto di Gioia) : Gioia (It.) / Gloria (Eng.)
- 1990 : L'Insegnante di violoncello
- 1990 : Au nom du peuple souverain (In nome del popolo sovrano) : Rosetta
- 1991 : Per odio per amore (TV) : Aida
- 1991 : Vendetta: Secrets of a Mafia Bride (TV) : Nancy's Mother
- 1992 : Saint Tropez, Saint Tropez : Ada
- 1992 : Donne sottotetto
- 1993 : Piazza di Spagna (feuilleton TV) : Anabella
- 1993 : Désir meurtrier (Graffiante desiderio) : Marcella Fabbri
- 1994 : Delitto passionale : Tania
- 1995 : Il prezzo della vita (TV)
- 1995 : La Strana storia di Olga O. : Olga Roli
- 1997 : Gli Inaffidabili : Fioranna
- 1997 : Ladri si nasce (TV)
- 1998 : Le ragazze di piazza di Spagna (série TV) : Simona (1997)
- 1998 : Anni '50 (feuilleton TV) : Donna Maria
- 1998 : Radio flèche (Radiofreccia) : la mère d'Ivan
- 1998 : Monella : Zaira
- 2008 : Il papà di Giovanna de Pupi Avati
- 2010 : Una sconfinata giovinezza de Pupi Avati
- 2013 : La grande bellezza de Paolo Sorrentino